# X-Ray Imaging and Spectroscopy Mission
Das X-Ray Imaging and Spectroscopy Mission (XRISM) ist ein japanisches Weltraumteleskop für Beobachtungen im Bereich der weichen Röntgenstrahlung.
Der Start des Teleskops erfolgte am 6. September 2023 um 23:42 UTC mit einer H-IIA-Rakete vom Tanegashima Space Center. Ab dem 7. Oktober wurde das Teleskop überprüft und eingestellt, die ersten Bilder wurden im Januar 2024 veröffentlicht.